# Paul-Émile Janson

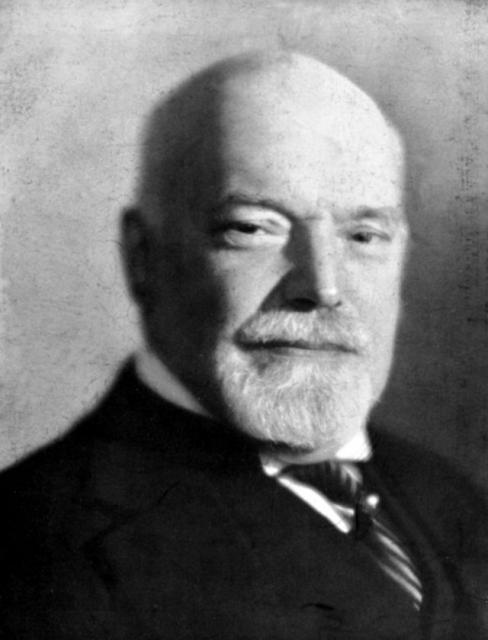
Paul-Émile Janson (1930)

Paul-Émile Janson (* 30. Mai 1872 in Brüssel; † 3. März 1944 im KZ Buchenwald) war ein belgischer liberaler Politiker und Premierminister.

## Familie, Studium und Berufstätigkeit
Der Sohn des liberalen Politikers Paul Janson absolvierte ein Studium der Rechtswissenschaften an der Freien Universität von Brüssel und war anschließend als Rechtsanwalt tätig. Bereits als Student setzte er sich 1891 für ein allgemeines Wahlrecht ein. Später war er zeitweise Professor an der Vrije Universiteit Brussel (VUB). Ebenso war er Mitglied der Freimaurerloge Les vrais Amis de l’Union et de l’Honneur in Brüssel.
Seine Schwester Marie Janson wurde 1921 erste weibliche Senatorin Belgiens und war Mutter des späteren Premierministers und NATO-Generalsekretärs Paul-Henri Spaak.
Paul-Émile Janson heiratete 1893 Léa Féron, Tochter von Émile Féron, einem der wichtigsten Kampfgefährten seines Vaters. Aus dieser Verbindung gingen drei Kinder hervor. Seine Frau starb sehr früh, im Jahr 1913.

## Politische Laufbahn

### Abgeordneter, Minister und Senator
Seine politische Laufbahn begann er 1910, als er zum Mitglied der Abgeordnetenkammer gewählt wurde. Dort vertrat er bis 1935 die Liberale Partei für das Arrondissement Doornik. Nach dem Einmarsch deutscher Truppen in Belgien im Ersten Weltkrieg nahm Janson eine führende Rolle im Schutz von Flüchtlingen ein. Zudem war er 1917 Mitarbeiter des Leiters der US-amerikanischen Nahrungsmittelversorgung und späteren US-amerikanischen Präsidenten Herbert C. Hoover.

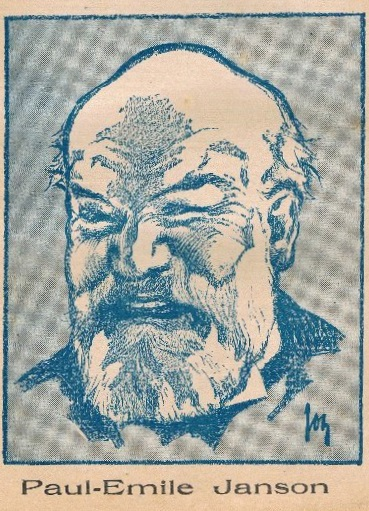
Paul-Émile Janson
Jos De Swerts (1923)

1920 wurde er Minister für Landesverteidigung. Anschließend nahm er zunehmend wichtige Posten in der Politik ein und war 1926 bis 1929 Delegierter beim Völkerbund. Später war er Justizminister in den Kabinetten von Henri Jaspar (1927 bis 1931) und Charles de Broqueville (1932 bis 1934). Von 1935 bis 1936 war er Senator.
1931 wurde ihm der königliche Ehrentitel eines Staatsministers verliehen.

### Premierminister 1937 bis 1938
Vom 24. November 1937 bis zum 15. Mai 1938 war er als Nachfolger von Paul van Zeeland Premierminister bis zur Ablösung durch seinen Neffen Paul-Henri Spaak. Janson war damit mit seinem Kabinett aus Politikern der Liberalen, Katholiken und Sozialisten der erste liberale Premierminister seit 1884 und der letzte liberale Premierminister bis zum Amtsantritt von Guy Verhofstadt 1999. Während der kurzen Amtszeit kam es zunehmend zu Konflikten zwischen den Regierungsparteien: Während die katholischen Minister forderten, dass er Ausgaben zu Lasten der Sozialreformen kürzte, bestanden die Sozialisten auf höheren Ausgaben und einer neuen Besteuerung.

### Zweiter Weltkrieg und Tod im KZ Buchenwald
1939 war er Außenminister sowie 1939 bis 1940 im Kabinett von Hubert Pierlot erneut Justizminister. Ab 1940 gehörte er dem Kabinett Pierlot als Minister ohne Portefeuille an. Nach dem Einmarsch der deutschen Wehrmacht in Belgien 1940 gelang ihm zunächst die Flucht mit der Regierung nach Frankreich. Als die Regierung schließlich am 25. Oktober 1940 ins Exil nach London ging, blieb Janson mit einigen anderen Ministern in Frankreich. Dort wurde er jedoch 1943 von deutschen Truppen verhaftet und nach einer Haft in Fresnes in das Konzentrationslager Buchenwald deportiert, wo er starb.

## Ehrungen und Auszeichnungen
Er wurde 1919 von seinen Kollegen zum Präsidenten des Rechtsanwaltskammer gewählt.
In der Region Wallonie gibt es mehrere Straßen und Plätze, die nach Paul-Émile Janson benannt sind, unter anderem in Awans, Brüssel, Herstal, Ixelles, Stambruges und Tournai.
Der größte Hörsaal der Vrije Universiteit Brussel mit einer Kapazität von 1.500 Personen trägt seinen Namen.
Unter zahlreichen weiteren Auszeichnungen erhielt er:
- Großkordon des belgischen Leopoldsordens (posthum verliehen am 7. Dezember 1945);
- Großkreuz des belgischen Kronenordens (1936);[2]
- Großkreuz der Ehrenlegion (1938).